# Modern Family
Modern Family is een Amerikaanse, met vijf Emmy's en een Golden Globe bekroonde komische televisieserie van ABC. De serie telt elf seizoenen en liep van 23 september 2009 tot en met 8 april 2020. De serie houdt het midden tussen een sitcom en een mockumentary en gaat over oorspronkelijk drie en uiteindelijk vier gezinnen die samen één grote familie vormen, en speelt zich voornamelijk af in Los Angeles.
De serie werd door de Amerikaanse pers uitgeroepen tot beste nieuwe sitcom van het seizoen, was een hit in de kijkcijfers en behaalde een gemiddelde score van 87 op Metacritic. Al na een paar afleveringen werd een volledig seizoen besteld van 24 afleveringen. De reeks is vaak genomineerd geweest voor allerlei prijzen, en heeft enkele grote awards op zijn naam staan: zo won het al vier keer de Emmy Award voor beste komedie, en 22 Emmy's in totaal, en een Golden Globe in dezelfde categorie. Ook werden er meerdere prijzen binnengesleept bij de Screen Actors Guild Awards, de AFI Awards, de GLAAD Media Awards en tal van andere.
In Nederland wordt de reeks uitgezonden op  Comedy Central. Op 18 januari 2010 werd in België de eerste aflevering vertoond op Prime, vanaf 17 september 2011 op RTL TVI en vanaf 6 oktober 2011 op Q2. Daarnaast wordt de serie in België ook uitgezonden op Comedy Central.

## Verhaal
Het verhaal draait rond drie gezinnen die samen één grote familie vormen. De pater familias is Jay Pritchett (Ed O'Neill). Hij is gescheiden van zijn eerste vrouw Dede (Shelley Long) en is opnieuw getrouwd met de veel jongere Gloria Delgado (Sofía Vergara). Zij is afkomstig uit Colombia en heeft, samen met haar vorige man Javier Delgado (Benjamin Bratt), een zoon: Manny (Rico Rodriguez II). In de loop van de serie krijgen Jay en Gloria ook samen een zoontje: Fulgencio Joe Pritchett (Jeremy Maguire). Ook hebben ze een hond, Stella (Beatrice the Dog). Uit zijn eerste huwelijk met Dede heeft Jay twee kinderen.
De oudste van de twee is dochter Claire Dunphy (Julie Bowen), die getrouwd is met Phil Dunphy (Ty Burrell). Samen hebben ze drie kinderen: Haley (Sarah Hyland), Alex (Ariel Winter) en Luke (Nolan Gould). Haley trouwt in de loop van de serie met Dylan Marshall (Reid Ewing). Samen krijgen ze een tweeling.
De jongste van de twee is zoon Mitchell (Jesse Tyler Ferguson), die is getrouwd met Cameron Tucker (Eric Stonestreet), met wie hij een Vietnamees dochtertje geadopteerd heeft: Lily (Aubrey Anderson-Emmons). Ze hebben ook een kat, die Larry (Frosty the Cat) heet. Tegen het einde van de serie adopteren ze ook een jongetje: Rexford.

## Rolverdeling

### Familie Pritchett-Delgado
| Acteur                                                                                       | Rol                      | Beschrijving personage |
| -------------------------------------------------------------------------------------------- | ------------------------ | --- |
| Ed O'Neill (2009-2020)                                                                       | Jay Pritchett            | Jay is de pater familias en is opnieuw getrouwd met de veel jongere Gloria. Hij is een spreekwoordelijke echte man en zit een beetje in een midlifecrisis. Hij vindt het maar niets dat Manny zo sentimenteel is en probeert hem wat levenslessen en mannelijkheid bij te brengen. |
| Sofía Vergara (2009-2020)                                                                    | Gloria Delgado-Pritchett | Gloria is een jonge Colombiaanse vrouw die trots op haar afkomst is en Engels met een zwaar accent spreekt. Ze was al eens getrouwd met Javier (Benjamin Bratt) en heeft uit dat huwelijk al een zoon: Manny. Ze kan in het begin niet zo goed overweg met Claire, Jays dochter.   |
| Rico Rodriguez II (2009-2020)                                                                | Manny Delgado            | Gloria's zoon en zeer volwassen voor zijn leeftijd. Hij wil dolgraag een vriendinnetje en doet in zijn vrije tijd aan American football en schermen. Hij gaat veel met Luke om maar die blijft hem een beetje vreemd vinden.                                                       |
| Sierra Mark (2013) Rebecca Mark (2013) Pierce Wallace (2013-2015) Jeremy Maguire (2015-2020) | Joe Pritchett            | De zoon van Jay en Gloria. De hele familie houdt van hem. Alleen irriteert het Manny vaak dat Joe alle aandacht krijgt. |
| Brigitte the Dog (2011-2012) Beatrice the Dog (2012-2020)                                    | Stella Pritchett         | De hond van Jay. Gloria haat haar, terwijl Jay haar als zijn dochter ziet en behandelt. |

### Familie Pritchett-Dunphy
| Acteur                   | Rol           | Beschrijving personage |
| ------------------------ | ------------- | --- |
| Julie Bowen (2009-2020)  | Claire Dunphy | Claire is Jays dochter en is tevens de moeder in het gezin Dunphy. Ze is extreem perfectionistisch en een overbezorgde moeder die naast haar kinderen ook haar man Phil een beetje in de hand moet houden. Ze sport graag en vormde vroeger samen met haar broer Mitchell een schaatsduo. Ze is een echte controlefreak. Jay heeft zijn eigen bedrijf dat Claire na een tijdje overneemt. |
| Ty Burrell (2009-2020)   | Phil Dunphy   | Phil is Claires man. Hij vindt zichzelf een 'coole' vader. Hij is makelaar van beroep en is zeer competitief ingesteld, zelfs tegenover zijn eigen kinderen. |
| Ariel Winter (2009-2020) | Alex Dunphy   | De jongste dochter in het gezin Dunphy is Alex. Ze is een intelligente tiener en duidelijk de slimste van de drie kinderen. Ze bespeelt in haar vrije tijd cello en speelt ook graag lacrosse. Ze lacht graag met de 'domheid' van haar broer en zus en is heel erg toekomstgericht. Alex en Haley maken ook veel ruzie.                                                                  |
| Nolan Gould (2009-2020)  | Luke Dunphy   | Luke is de enige zoon van Claire en Phil. Hij is een echte kwajongen en ook een beetje naïef. Hij is in Claires ogen nog altijd de baby van het gezin. |

### Familie Pritchett-Tucker
| Acteur                                                                              | Rol                      | Beschrijving personage |
| ----------------------------------------------------------------------------------- | ------------------------ | --- |
| Jesse Tyler Ferguson (2009-2020)                                                    | Mitchell Pritchett       | Mitchell is Jays oudste zoon. Hij heeft een lange relatie met Cameron, met wie hij dan ook trouwt. Ze hebben samen een dochter en een zoon geadopteerd: Lily en Rexford. Hij is een voorvechter voor gelijke rechten voor homoseksuelen, maar is soms ook een beetje beschaamd over Camerons flamboyante persoonlijkheid. Hij werkte lange tijd als advocaat en werd later openbaar aanklager. |
| Eric Stonestreet (2009-2020)                                                        | Cameron Tucker           | Cameron is Mitchells partner. Hij is een flamboyante persoonlijkheid en is nogal extravert. In de eerste seizoenen blijft hij thuis voor de opvoeding van hun dochter Lily, maar in latere seizoenen gaat hij aan het werk als leraar en later footballcoach. Hij houdt heel erg van sport en is een clown in zijn vrije tijd. Daarnaast refereert hij vaak naar zijn jeugd op de boerderij.   |
| Ella Hiller (2009-2011) Jaden Hiller (2009-2011) Aubrey Anderson-Emmons (2011-2020) | Lily Tucker-Pritchett    | De Vietnamese dochter van Mitchell en Cameron. Ze heeft een uitgesproken mening en schaamt zich er niet voor om kritiek te geven. Ze heeft heel droge humor. |
| Onbekend (2020)                                                                     | Rexford Tucker-Pritchett | De geadopteerde zoon van Mitchell en Cameron. |
| Frosty the Cat (2012-2017)                                                          | Larry Pritchett-Tucker   | De kat van Mitchell en Cameron. Lily wilde dolgraag een kat en kreeg deze dus ook. |

### Familie Marshall-Dunphy
| Acteur                             | Rol             | Beschrijving personage |
| ---------------------------------- | --------------- | --- |
| Sarah Hyland (2009-2020)           | Haley Dunphy    | Claire en Phils oudste dochter en in het begin een echte puber. Ze was vooral geïnteresseerd in jongens en kleding. Ze had lange tijd een knipperlichtrelatie met Dylan, met wie ze uiteindelijk trouwt en een tweeling krijgt.                                                                                  |
| Reid Ewing (2009-2020)             | Dylan Marshall  | De jongen waarmee Haley lange tijd een knipperlichtrelatie had. Vrijwel de hele familie, en vooral Claire, vindt Dylan geen goede vriend voor Haley en verkiest Andy boven hem. Dylan was eerst getrouwd met iemand anders, maar is gescheiden waardoor hij met Haley kon trouwen. Ze hebben samen een tweeling. |
| Andie Phoenix Pomeranz (2019-2020) | Poppy Marshall  | De dochter van Haley en Dylan, en de tweelingzus van George. |
| Hunter Dutch Pomeranz (2019-2020)  | George Marshall | De zoon van Haley en Dylan, en de tweelingbroer van Poppy. |

## Stamboom
|                |                |                |                |                |                |  |  |                 |                 |                 |                 |                 |                 |             |             | ✝ DeDe Williams | ✝ DeDe Williams | ✝ DeDe Williams | ✝ DeDe Williams | ✝ DeDe Williams | ✝ DeDe Williams |               |               |               |               |             |             |             |             |  |  |                       |                       |                       |                       | Jay Pritchett         | Jay Pritchett         | Jay Pritchett | Jay Pritchett | Jay Pritchett            | Jay Pritchett            |                          |                          |                          |                          |  |  |               |               |               |               |               |               |  |  |  |  |  |  | Gloria Pritchett | Gloria Pritchett | Gloria Pritchett | Gloria Pritchett | Gloria Pritchett | Gloria Pritchett |  |  |  |  |               |               |               |               |               |               |  |  |  |  | Javier Delgado | Javier Delgado | Javier Delgado | Javier Delgado | Javier Delgado | Javier Delgado |
|                |                |                |                |                |                |  |  |                 |                 |                 |                 |                 |                 |             |             | ✝ DeDe Williams | ✝ DeDe Williams | ✝ DeDe Williams | ✝ DeDe Williams | ✝ DeDe Williams | ✝ DeDe Williams |               |               |               |               |             |             |             |             |  |  |                       |                       |                       |                       | Jay Pritchett         | Jay Pritchett         | Jay Pritchett | Jay Pritchett | Jay Pritchett            | Jay Pritchett            |                          |                          |                          |                          |  |  |               |               |               |               |               |               |  |  |  |  |  |  | Gloria Pritchett | Gloria Pritchett | Gloria Pritchett | Gloria Pritchett | Gloria Pritchett | Gloria Pritchett |  |  |  |  |               |               |               |               |               |               |  |  |  |  | Javier Delgado | Javier Delgado | Javier Delgado | Javier Delgado | Javier Delgado | Javier Delgado |
|                |                |                |                |                |                |  |  |                 |                 |                 |                 |                 |                 |             |             |                 |                 |                 |                 |                 |                 |               |               |               |               |             |             |             |             |  |  |                       |                       |                       |                       |                       |                       |               |               |                          |                          |                          |                          |                          |                          |  |  |               |               |               |               |               |               |  |  |  |  |  |  |                  |                  |                  |                  |                  |                  |  |  |  |  |               |               |               |               |               |               |  |  |  |  |                |                |                |                |                |                |
|                |                |                |                |                |                |  |  |                 |                 |                 |                 | Phil Dunphy     | Phil Dunphy     | Phil Dunphy | Phil Dunphy | Phil Dunphy     | Phil Dunphy     |                 |                 | Claire Dunphy   | Claire Dunphy   | Claire Dunphy | Claire Dunphy | Claire Dunphy | Claire Dunphy |             |             |             |             |  |  | Mitchell Pritchett    | Mitchell Pritchett    | Mitchell Pritchett    | Mitchell Pritchett    | Mitchell Pritchett    | Mitchell Pritchett    |               |               | Cameron Tucker           | Cameron Tucker           | Cameron Tucker           | Cameron Tucker           | Cameron Tucker           | Cameron Tucker           |  |  | Joe Pritchett | Joe Pritchett | Joe Pritchett | Joe Pritchett | Joe Pritchett | Joe Pritchett |  |  |  |  |  |  |                  |                  |                  |                  |                  |                  |  |  |  |  | Manny Delgado | Manny Delgado | Manny Delgado | Manny Delgado | Manny Delgado | Manny Delgado |  |  |  |  |                |                |                |                |                |                |
|                |                |                |                |                |                |  |  |                 |                 |                 |                 | Phil Dunphy     | Phil Dunphy     | Phil Dunphy | Phil Dunphy | Phil Dunphy     | Phil Dunphy     |                 |                 | Claire Dunphy   | Claire Dunphy   | Claire Dunphy | Claire Dunphy | Claire Dunphy | Claire Dunphy |             |             |             |             |  |  | Mitchell Pritchett    | Mitchell Pritchett    | Mitchell Pritchett    | Mitchell Pritchett    | Mitchell Pritchett    | Mitchell Pritchett    |               |               | Cameron Tucker           | Cameron Tucker           | Cameron Tucker           | Cameron Tucker           | Cameron Tucker           | Cameron Tucker           |  |  | Joe Pritchett | Joe Pritchett | Joe Pritchett | Joe Pritchett | Joe Pritchett | Joe Pritchett |  |  |  |  |  |  |                  |                  |                  |                  |                  |                  |  |  |  |  | Manny Delgado | Manny Delgado | Manny Delgado | Manny Delgado | Manny Delgado | Manny Delgado |  |  |  |  |                |                |                |                |                |                |
|                |                |                |                |                |                |  |  |                 |                 |                 |                 |                 |                 |             |             |                 |                 |                 |                 |                 |                 |               |               |               |               |             |             |             |             |  |  |                       |                       |                       |                       |                       |                       |               |               |                          |                          |                          |                          |                          |                          |  |  |               |               |               |               |               |               |  |  |  |  |  |  |                  |                  |                  |                  |                  |                  |  |  |  |  |               |               |               |               |               |               |  |  |  |  |                |                |                |                |                |                |
|                |                |                |                |                |                |  |  |                 |                 |                 |                 |                 |                 |             |             |                 |                 |                 |                 |                 |                 |               |               |               |               |             |             |             |             |  |  |                       |                       |                       |                       |                       |                       |               |               |                          |                          |                          |                          |                          |                          |  |  |               |               |               |               |               |               |  |  |  |  |  |  |                  |                  |                  |                  |                  |                  |  |  |  |  |               |               |               |               |               |               |  |  |  |  |                |                |                |                |                |                |
| Dylan Marshall | Dylan Marshall | Dylan Marshall | Dylan Marshall | Dylan Marshall | Dylan Marshall |  |  | Haley Dunphy    | Haley Dunphy    | Haley Dunphy    | Haley Dunphy    | Haley Dunphy    | Haley Dunphy    |             |             | Luke Dunphy     | Luke Dunphy     | Luke Dunphy     | Luke Dunphy     | Luke Dunphy     | Luke Dunphy     |               |               | Alex Dunphy   | Alex Dunphy   | Alex Dunphy | Alex Dunphy | Alex Dunphy | Alex Dunphy |  |  | Lily Tucker-Pritchett | Lily Tucker-Pritchett | Lily Tucker-Pritchett | Lily Tucker-Pritchett | Lily Tucker-Pritchett | Lily Tucker-Pritchett |               |               | Rexford Tucker-Pritchett | Rexford Tucker-Pritchett | Rexford Tucker-Pritchett | Rexford Tucker-Pritchett | Rexford Tucker-Pritchett | Rexford Tucker-Pritchett |  |  |               |               |               |               |               |               |  |  |  |  |  |  |                  |                  |                  |                  |                  |                  |  |  |  |  |               |               |               |               |               |               |  |  |  |  |                |                |                |                |                |                |
| Dylan Marshall | Dylan Marshall | Dylan Marshall | Dylan Marshall | Dylan Marshall | Dylan Marshall |  |  | Haley Dunphy    | Haley Dunphy    | Haley Dunphy    | Haley Dunphy    | Haley Dunphy    | Haley Dunphy    |             |             | Luke Dunphy     | Luke Dunphy     | Luke Dunphy     | Luke Dunphy     | Luke Dunphy     | Luke Dunphy     |               |               | Alex Dunphy   | Alex Dunphy   | Alex Dunphy | Alex Dunphy | Alex Dunphy | Alex Dunphy |  |  | Lily Tucker-Pritchett | Lily Tucker-Pritchett | Lily Tucker-Pritchett | Lily Tucker-Pritchett | Lily Tucker-Pritchett | Lily Tucker-Pritchett |               |               | Rexford Tucker-Pritchett | Rexford Tucker-Pritchett | Rexford Tucker-Pritchett | Rexford Tucker-Pritchett | Rexford Tucker-Pritchett | Rexford Tucker-Pritchett |  |  |               |               |               |               |               |               |  |  |  |  |  |  |                  |                  |                  |                  |                  |                  |  |  |  |  |               |               |               |               |               |               |  |  |  |  |                |                |                |                |                |                |
|                |                |                |                |                |                |  |  |                 |                 |                 |                 |                 |                 |             |             |                 |                 |                 |                 |                 |                 |               |               |               |               |             |             |             |             |  |  |                       |                       |                       |                       |                       |                       |               |               |                          |                          |                          |                          |                          |                          |  |  |               |               |               |               |               |               |  |  |  |  |  |  |                  |                  |                  |                  |                  |                  |  |  |  |  |               |               |               |               |               |               |  |  |  |  |                |                |                |                |                |                |
|                |                |                |                |                |                |  |  |                 |                 |                 |                 |                 |                 |             |             |                 |                 |                 |                 |                 |                 |               |               |               |               |             |             |             |             |  |  |                       |                       |                       |                       |                       |                       |               |               |                          |                          |                          |                          |                          |                          |  |  |               |               |               |               |               |               |  |  |  |  |  |  |                  |                  |                  |                  |                  |                  |  |  |  |  |               |               |               |               |               |               |  |  |  |  |                |                |                |                |                |                |
| Poppy Marshall | Poppy Marshall | Poppy Marshall | Poppy Marshall | Poppy Marshall | Poppy Marshall |  |  | George Marshall | George Marshall | George Marshall | George Marshall | George Marshall | George Marshall |             |             |                 |                 |                 |                 |                 |                 |               |               |               |               |             |             |             |             |  |  |                       |                       |                       |                       |                       |                       |               |               |                          |                          |                          |                          |                          |                          |  |  |               |               |               |               |               |               |  |  |  |  |  |  |                  |                  |                  |                  |                  |                  |  |  |  |  |               |               |               |               |               |               |  |  |  |  |                |                |                |                |                |                |

Daarnaast heten de ouders van Phil ✝ Frank Dunphy en ✝ Grace Dunphy, en de ouders van Cameron Merle Tucker en Barb Tucker. De zus van Cameron heet Pameron Tucker. ✝ DeDe Williams-Pritchett heeft twee zussen, Beatrice Marie "BeBe" Johnson-Williams en CeCe Williams. Sonia is de zus van Gloria.

## Dvd's en Disney+
Seizoenen 1 tot en met 9 zijn verkrijgbaar op dvd. Seizoenen 1 tot en met 11 zijn te zien op Disney+.
| Seizoen | Reg. 1            | Reg. 2            | Aantal afleveringen |
| ------- | ----------------- | ----------------- | ------------------- |
| 1       | 21 september 2010 | 4 oktober 2010    | 24                  |
| 2       | 20 september 2011 | 5 september 2011  | 24                  |
| 3       | 28 november 2012  | 28 november 2012  | 24                  |
| 4       | 24 september 2013 | 16 oktober 2013   | 24                  |
| 5       | 23 september 2014 | 1 oktober 2014    | 24                  |
| 6       | 22 september 2015 | 23 september 2015 | 24                  |
| 7       | 20 september 2016 | 5 september 2016  | 22                  |
| 8       | 19 september 2017 | Onbekend          | 22                  |
| 9       | 11 september 2018 | Onbekend          | 22                  |
| 10      | Onbekend          | Onbekend          | 22                  |
| 11      | Onbekend          | Onbekend          | 18                  |

## Nederlandse versie
In januari 2013 gaf Linda de Mol aan bezig te zijn met het maken van een Nederlandse versie voor RTL 4. Op 29 maart 2015 was de eerste uitzending onder de titel Familie Kruys. De serie is geïnspireerd op Modern Family maar heeft een duidelijk Nederlands tintje.